# مایکل یانو
مایکل یانو (ژاپنی: 矢野 マイケル؛ زادهٔ ۲۲ ژانویهٔ ۱۹۷۹) یک بازیکن فوتبال اهل ژاپن است.
از باشگاه‌هایی که در آن بازی کرده‌است می‌توان به باشگاه فوتبال ویسل کوبه، باشگاه فوتبال میتو هولیهوک و باشگاه فوتبال ساگان توسو اشاره کرد.